# Elecciones provinciales de Santiago del Estero de 2021
Las elecciones generales de la provincia de Santiago del Estero de 2021 se realizarán el 14 de noviembre para elegir gobernador y vicegobernador y renovar 40 escaños de la Legislatura. También habrán elecciones para autoridades municipales. La fecha de las elecciones municipales es fijada por cada municipio.

## Resultados

### Gobernador y vicegobernador
| Fórmula                   | Fórmula                        | Partido/Alianza       | Partido/Alianza                                | Votos   | %     |
| Gobernador                | Vicegobernador                 | Partido/Alianza       | Partido/Alianza                                | Votos   | %     |
| ------------------------- | ------------------------------ | --------------------- | ---------------------------------------------- | ------- | ----- |
| Gerardo Zamora            | Carlos Silva Neder             |                       | Frente Cívico por Santiago                     | 366.169 | 63,17 |
| Natalia Neme              | Facundo Quiroga                |                       | Juntos por el Cambio                           | 71.892  | 12,40 |
| Pablo Mirolo              | Fernando Giménez               |                       | Frente Renovador y Progresista                 | 65.313  | 11,27 |
| Guillermo Suárez Meleán   | Vanina Suárez Mai              |                       | Frente Patriótico Laborista                    | 48.021  | 8,28  |
| Maximiliano Díaz Alomo    | María Isabel "Chabela" Olivera |                       | Frente de Izquierda y de Trabajadores - Unidad | 7.518   | 1,30  |
| Rosendo Salto             | Zulma Peralta                  |                       | Frente Crecer                                  | 6.345   | 1,09  |
| Adrián Carrascosa         | Natalia Beatriz Jiménez        |                       | Partido por un Santiago Obrero                 | 5.485   | 0,95  |
| Emilio Fernández Bochmann | Roberto Adolfo "Piri" Sabalza  |                       | Encuentro de la Victoria - Voces Libertarias   | 4.513   | 0,78  |
| Juan Alberto Tula Peralta | Francisco Javier Manzoni       |                       | Frente Cruzada Santiagueña                     | 4.401   | 0,76  |
| Votos positivos           | Votos positivos                | Votos positivos       | Votos positivos                                | 579.657 | 96,24 |
| Votos en blanco           | Votos en blanco                | Votos en blanco       | Votos en blanco                                | 16.576  | 2,75  |
| Votos nulos               | Votos nulos                    | Votos nulos           | Votos nulos                                    | 6.062   | 1,01  |
| Participación             | Participación                  | Participación         | Participación                                  | 602.295 | 76,88 |
| Electores registrados     | Electores registrados          | Electores registrados | Electores registrados                          | 783.456 | 100   |
| Fuentes:                  |                                |                       |                                                |         |       |

### Cámara de Diputados
| Partido/Alianza       | Partido/Alianza                                | Votos   | %     | Bancas | Electos |
| --------------------- | ---------------------------------------------- | ------- | ----- | ------ | --- |
|                       | Encuentro Cívico por Santiago                  | 209.179 | 36,25 | 16/40  | Ver electos: - Reina Elizabeth Altamiranda - Juan Manuel Beltramino - Patricia del Carmen Buena - Carlos Mauricio Bustamante - María del Valle Brandán de Rigo - Arnaldo Alberto Cazzazola - Andrés Oscar Cedrán - Oscar Ángel Don - Cecilia Inés López - Daniel Manzanarez - Ernesto Mazoud - Elia Esther del Carmen Moreno - María Soledad Ramírez - Analía del Valle Ruíz - Arsenio Juan Sequeira - Cecilia Valdez |
|                       | Frente Justicialista                           | 157.141 | 27,23 | 12/40  | Ver electos: - Julio Alberto Abdala - Norma Abdala de Matarazzo - Orlando Nicolás Ávila - Rómulo Edgardo Bravo - Viviana Haideé Campos - Julia Antonia Comán - Ramón Rosa González - Marisa Analía Herrera - Nora Beatriz Mercado - Víctor Manuel Paz Lescano - Néstor Humberto Salim - Tomasa Everilda Salvatierra                                                                                                   |
|                       | Juntos por el Cambio                           | 70.827  | 12,27 | 5/40   | Ver electos: - Gerardo Valentín Floridia - Marilo Gau - Alejandro Parnás - Gabriel Santillán - Aldana Saavedra |
|                       | Frente Renovador y Progresista                 | 63.712  | 11,04 | 4/40   | Ver electos: - Cristian Chazarreta - Verónica Alejandra Larcher - Mariana Elizabet Morales - Jorge Luis Mussetti |
|                       | Frente Patriótico Laborista                    | 47.919  | 8,30  | 3/40   | Ver electos: - Francisco Ibáñez - Alicia Vázquez - Leticia Vittar |
|                       | Frente de Izquierda y de Trabajadores - Unidad | 7.616   | 1,32  |        | |
|                       | Frente Crecer                                  | 6.302   | 1,09  |        | |
|                       | Partido por un Santiago Obrero                 | 5.320   | 0,92  |        | |
|                       | Encuentro de la Victoria - Voces Libertarias   | 4.599   | 0,80  |        | |
|                       | Frente Cruzada Santiagueña                     | 4.402   | 0,76  |        | |
| Votos positivos       | Votos positivos                                | 577.017 | 95,80 |        | |
| Votos en blanco       | Votos en blanco                                | 19.094  | 3,17  |        | |
| Votos nulos           | Votos nulos                                    | 6.184   | 1,03  |        | |
| Participación         | Participación                                  | 602.295 | 76,88 |        | |
| Electores registrados | Electores registrados                          | 783.456 | 100   |        | |
| Fuente:               |                                                |         |       |        | |